# Bernardo Villegas
Bernardo M. Villegas (Manilla 12 maart 1939) is een Filipijns econoom, hoogleraar en bestuurder.

## Biografie
Bernardo Villegas werd geboren op 12 maart 1939 in de Filipijnse hoofdstad Manilla. Hij is een van de drie zonen van dr. Jose Villegas en dr. Isabel Malvar, de jongste dochter van generaal Miguel Malvar. Nadat Villegas zijn middelbareschoolopleiding aan De La Salle College als valedictorian voltooide, studeerde hij aan De La Salle University. In 1958 behaalde hij daar summa cum laude een Bachelor of Arts-diploma en een bachelor-diploma handel. Het jaar erna slaagde Villegas voor het toelatingsexamen voor accountants. Aansluitend vervolgde hij zijn studie aan Harvard, waar hij in 1961 een master-diploma economie behaalde. Twee jaar later promoveerde hij aan dezelfde onderwijsinstelling als econoom.
Na het behalen van zijn Ph.D.-diploma was hij van 1963 tot 1964 onderzoeker aan het Instituto de Estudios Superiores de la Empresa (IESE Business School). In 1964 werd hij na terugkeer in de Filipijnen benoemd tot voorzitter van de faculteit economie en directeur van het Economic Research Center van De La Salle University. Beide functies bekleedde hij tot 1969. Daarnaast was hij van 1964 tot 1966 consultant voor het Program Implementation Agency (PIA) en van 1967 tot 1968 directeur van de Graduate School of Business van De La Salle. Tevens doceerde hij van 1967 tot 1969 aan de University of the Philippines.
Van 1969 tot 1972 was Villegas projectdirecteur Filipijnse economische geschiedenis voor de National Historical Commission. Ook doceerde hij in die periode aan het National Defense College. Van 1989 tot 2004 was hij decaan van de faculteit economie van de University of Asia and the Pacific. Villegas schreef ook tientallen boeken over de economie en schreef hij opiniestukken voor de Philippine Daily Inquirer en is hij vanaf 1991 columnist voor de Manila Bulletin, nadat hij eerder al vanaf 1989 tot 1991 columns schreef voor de voorloper, de Manila Chronicle. In de laatste periode van zijn carrière was Villegas onder meer actief als hoogleraar voor de University of Asia and the Pacific en de IESE Business School in Spanje.
Villegas was tweemaal betrokken bij het vaststellen of wijzigen van de Filipijnse Grondwet. In 1986 werd Villegas door president Corazon Aquino benoemd in de Constitutionele Commissie die de nieuwe Filipijnse Grondwet ontwierp. Deze Grondwet werd een jaar later geratificeerd. In 1999 werd hij door toenmalig president Joseph Estrada benoemd in de Preparatory Commission for Constitutional Reform. Deze commissie onder leiding van voormalig opperrechter Andres Narvasa deed enkele aanbevelingen om de Grondwet uit 1987 te verbeteren. Deze aanbevelingen werden echter nooit doorgevoerd, toen Estrada in 2001 werd afgezet na onthullingen over corruptiepraktijken.